# Ольгадо, Родриго
Родриго Хулиан Ольгадо (исп. Rodrigo Julián Holgado; 28 июня 1995 года, Буэнос-Айрес) — аргентинский футболист, играющий на позиции полузащитника. Ныне выступает за чилийский клуб «Кокимбо Унидо».

## Клубная карьера
Родриго Ольгадо начинал свою карьеру футболиста в аргентинском клубе «Альмагро», в то время выступавшем в Примере B Метрополитана. Затем он играл за мексиканский «Альбинегрос де Орисаба». В 2017 году Ольгадо подписал контракт с мексиканским «Веракрусом». 24 июля того же года он дебютировал в мексиканской Примере, выйдя на замену в домашнем матче с «Некаксой».